# Simon Gnyp
Simon Gnyp (* 10. September 2001 in Burghausen) ist ein deutscher Eishockeyspieler, der seit Juli 2025 beim EC Bad Nauheim aus der DEL2 unter Vertrag steht und dort auf der Position des Verteidigers spielt. Zuvor war Gnyp unter anderem für die Kölner Haie, Löwen Frankfurt und den ERC Ingolstadt in der Deutschen Eishockey Liga (DEL) aktiv.

## Karriere
Gnyp wurde in Burghausen im oberbayerischen Landkreis Altötting geboren. Seine Karriere begann er beim SV Gendorf Burgkirchen und EHC Waldkraiburg. Von 2014 bis 2016 spielte er in der Jugend des EV Landshut. Im Sommer 2016 zog er nach Köln ins dortige Sportinternat und spielte für U16-Mannschaft der Kölner Haie, wo er auch schon im U19-Team eingesetzt wurde.
Sein erstes Spiel für die Mannschaft der Kölner Haie in der Deutschen Eishockey Liga (DEL) bestritt er am 6. Dezember 2018 beim 3:1-Sieg der Haie gegen die Schwenninger Wild Wings. Für die Saison 2019/20 erhielt er eine zudem eine Förderlizenz für den EC Bad Nauheim in der DEL2 und erhielt dort knapp 20 Minuten Eiszeit pro Spiel. Im April 2021 wechselte Gnyp innerhalb der DEL zum ERC Ingolstadt. Parallel kam er für die Ravensburg Towerstars in der DEL2 per Förderlizenz zu weiteren Einsätzen. Im Januar 2023 wechselte Gnyp fest zu den Bayreuth Tigers aus der DEL2, mit denen er in der Relegation den Klassenerhalt feierte. Anschließend kehrte er zur Spielzeit 2023/24 wieder in die DEL zurück, wo er sich für eine Saison den Löwen Frankfurt anschloss.
Nachdem der laufende Vertrag bei den Hessen im Juni 2024 vorzeitig aufgelöst worden war, wechselte Gnyp für eine Spielzeit zu den Starbulls Rosenheim in die DEL2. Im Sommer 2025 schloss er sich dem Ligakonkurrenten EC Bad Nauheim an, für den er bereits zwischen 2019 und 2021 aufgelaufen war.

### International
Gnyp spielte in den deutschen Nachwuchs-Nationalmannschaften der U16-, U17- und U18-, U19- und U20-Altersklasse und nahm an der U18-Junioren-Weltmeisterschaft der Division IA 2019 und U20-Junioren-Weltmeisterschaft 2021 teil. Mit dem U18-Team gelang der Wiederaufstieg in die Top-Division, wobei Gnyp der beste Vorlagengeber des Turniers war.

## Erfolge und Auszeichnungen
- 2019 Aufstieg in die Top-Division bei der U18-Junioren-Weltmeisterschaft der Division IA
- 2019 Bester Vorlagengeber der U18-Junioren-Weltmeisterschaft der Division IA

## Karrierestatistik
Stand: Ende der Saison 2024/25

### International
Vertrat Deutschland bei:
- U18-Junioren-Weltmeisterschaft der Division IA 2019
- U20-Junioren-Weltmeisterschaft 2021

(Legende zur Spielerstatistik: Sp oder GP = absolvierte Spiele; T oder G = erzielte Tore; V oder A = erzielte Assists; Pkt oder Pts = erzielte Scorerpunkte; SM oder PIM = erhaltene Strafminuten; +/− = Plus/Minus-Bilanz; PP = erzielte Überzahltore; SH = erzielte Unterzahltore; GW = erzielte Siegtore; 1 Play-downs/Relegation; Kursiv: Statistik nicht vollständig)